# Вильясон, Роландо
Эми́лио Рола́ндо Вильясо́н Маулео́н (исп. Emilio Rolando Villazón Mauleón; род. 22 февраля 1972, Мехико) — мексиканский оперный певец (тенор).

## Биография
Родился в семье с австрийскими корнями, посещал немецкую школу и хорошо говорит на немецком. В возрасте 11 лет он поступил в Академию изящных искусств, где получил уроки музыки, актёрского мастерства, классического балета и танца модерн.
В 1990 году баритон Артуро Ньето пробудил в нём интерес к оперному пению и стал его первым педагогом. Вильясон продолжил вокальное образование в национальной консерватории у Энрике Хасо и выиграл два конкурса вокалистов у себя на родине. Тогда он был замечен баритоном Габриэлем Михаресом, помогшим ему начать международную карьеру.
В 1998 году Роландо Вильясон был принят в стажёрскую труппу оперы Сан-Франциско, что дало ему возможность участвовать в мастер-классах Джоан Сазерленд и др. Следующим важным этапом была Программа для молодых артистов оперы Питтсбурга с успешными выступлениями в операх «Капулетти и Монтекки» Винченцо Беллини, «Лючия ди Ламмермур» Гаэтано Доницетти и «Ванесса» Сэмюэла Барбера. В 1999 году Вильясон занял второе место в патронируемом Пласидо Доминго вокальном конкурсе «Опералия», получил специальную премию за исполнение сарсуэлы, а также приз слушательских симпатий.
Начало европейской карьере Вильясона было положено успешным выступлением в Генуе в партии Кавалера де Грие в опере Массне «Манон» (1999).
Имел большой успех у публики и получил очень хорошие отзывы критиков в 2005 году в партии Альфредо Жермона, будучи партнёром Анны Нетребко и Томаса Хэмпсона в постановке оперы «Травиата» Джузеппе Верди на Зальцбургском фестивале.

## Личная жизнь
Вильясон женат и имеет двух сыновей, живёт с семьёй в предместье Парижа.

## Репертуар
- Тебальдо («Капулетти и Монтекки» В. Беллини)
- Дон Хозе («Кармен» Ж. Бизе)
- Дон Карлос («Дон Карлос» Дж. Верди)
- Альфред Жермон («Травиата» Дж. Верди)
- Макдуф («Макбет» Дж. Верди)
- Герцог Мантуанский («Риголетто» Дж. Верди)
- Риккардо («Бал-маскарад» Дж. Верди)
- («Реквием» Дж. Верди)
- Ромео («Ромео и Джульетта» Ш. Гуно)
- Фауст («Фауст» Ш. Гуно)
- сэр Эдгар Равенсвуд («Лючия ди Ламмермур» Г. Доницетти)
- Неморино («Любовный напиток» Г. Доницетти)
- Кавалер де Грие («Манон» Ж. Массне)
- Вертер («Вертер» Ж. Массне)
- Гофман («Сказки Гофмана» Ж. Оффенбах)
- Ринуччо («Джанни Скикки» Дж. Пуччини)
- Родольфо («Богема» Дж. Пуччини)
- Владимир Ленский («Евгений Онегин» П. Чайковский)

## Записи
- Ромео и Джульетта CD (2002), Radio Televisión Española
- Летучий голландец CD (2002), Teldec Classics
- Berlioz: La Révolution Grecque CD (2004), EMI Classics
- Italian Opera Arias CD (2004), Virgin Classics
- Gounod & Massenet Arias CD (2005), Virgin Classics
- Тристан и Изольда CDs и DVD (2005), EMI Classics
- Дон Карлос 2 DVDs (2005), Opus Arte
- Травиата CD (2005), Deutsche Grammophon
- Merry Christmas (Soundtrack) CD (2005), Virgin Classics
- Opera Recital CD; bonus edition with DVD (2006), Virgin Classics
- Травиата DVD; premium 2-DVD edition (behind the scenes, rehearsals, introduction to the opera etc.) (2006), Salzburger Festspiele 2005, Deutsche Grammophon
- Богема DVD (2006), Bregenzer Festspiele 2002, ORF + Capriccio
- Monteverdi: Il Combattimento CD; bonus edition with DVD (2006), Virgin Classics
- Доницетти: Любовный напиток DVD (2006), Virgin Classics
- The Berlin Concert: Live from the Waldbühne DVD (2006), Deutsche Grammophon
- Gitano CD; bonus edition with DVD (February 2007), Virgin Classics
- Duets featuring Rolando Villazón and Anna Netrebko CD; bonus edition with DVD (March 2007), Deutsche Grammophon
- Viva Villazón — Rolando Villazón — Best Of CD (2007), Virgin Classics
- Handel CD — R. Villazón, Gabrieli Players, P. McCreesh (2009), Deutsche Grammophon
- La Bohème DVD (2009)
- ¡México! CD (2010), Deutsche Grammophon
- Mozart: Don Giovanni CD (2012), Deutsche Grammophon
- Mozart: Così fan tutte CD (2013), Deutsche Grammophon
- Mozart: Die Entführung aus dem Serail (Live) CD (2015), Deutsche Grammophon